# Resolutie 2281 Veiligheidsraad Verenigde Naties
Resolutie 2281 van de Veiligheidsraad van de Verenigde Naties werd unaniem aangenomen door de VN-Veiligheidsraad op 26 april 2016 en verlengde de vredesmacht in de Centraal-Afrikaanse Republiek tot eind juli 2016.

## Achtergrond
Al sedert de onafhankelijkheid van Frankrijk in 1960 wordt de CAR geplaagd door staatsgrepen en geweld. Toen rebellen in 2003 de macht grepen, begonnen drie andere rebellenbewegingen een oorlog tegen hen. In 2007 werd een vredesakkoord getekend en in 2009 vormden ze samen een regering.
Eind 2012 brak er opnieuw rebellie uit tegen het bewind van toenmalig president François Bozizé. Diens regering vroeg om internationale hulp, maar dit werd geweigerd. Op 11 januari 2013 werd een vredesakkoord getekend, waarbij de eerste minister werd vervangen door een oppositielid.
Op 24 maart 2013 had een islamitische coalitie van rebellen uit het noorden genaamd Seleka de macht gegrepen, waarop ze aan het plunderen sloegen. Als reactie daarop namen christelijke Anti-Balaka-milities de wapens op en kwam de burgeroorlog echt op gang.
Er werd een overgangsraad opgericht en Catherine Samba-Panza, burgemeester van de hoofdstad Bangui, werd tot interim-president benoemd. Er kwamen ook vredeshandhavers naar het land, eerst Franse, dan Europese (EUFOR RCA) en later namens de VN (MINUSCA). In mei 2015 werd een vredesconferentie gehouden, waar werd besloten tot verzoening en ontwapening.

## Inhoud
Een volksraadpleging over grondwetswijzigingen op 13 december 2015 was vreedzaam verlopen, net als de parlements- en presidentsverkiezingen in december 2015 en februari en maart 2016. Op 30 maart werd Faustin-Archange Touadéra ingezworen als de nieuwe president. Daarmee liep de overgangsperiode in het land ten einde, en het mandaat van de vredesmacht moest worden aangepast aan de veranderde omstandigheden. Daarom werd het mandaat van MINUSCA met een korte periode verlengd, tot 31 juli 2016. De autorisatie voor de Franse troepen die de vredesmacht ondersteunden werd tot dezelfde datum verlengd.
Lijst ·  2260 ·  2261 ·  2262 ·  2263 ·  2264 ·  2265 ·  2266 ·  2267 ·  2268 ·  2269 ·  2270 ·  2271 ·  2272 ·  2273 ·  2274 ·  2275 ·  2276 ·  2277 ·  2278 ·  2279 ·  2280 ·  2281 ·  2282 ·  2283 ·  2284 ·  2285 ·  2286 ·  2287 ·  2288 ·  2289 ·  2290 ·  2291 ·  2292 ·  2293 ·  2294 ·  2295 ·  2296 ·  2297 ·  2298 ·  2299 ·  2300 ·  2301 ·  2302 ·  2303 ·  2304 ·  2305 ·  2306 ·  2307 ·  2308 ·  2309 ·  2310 ·  2311 ·  2312 ·  2313 ·  2314 ·  2315 ·  2316 ·  2317 ·  2318 ·  2319 ·  2320 ·  2321 ·  2322 ·  2323 ·  2324 ·  2325 ·  2326 ·  2327 ·  2328 ·  2329 ·  2330 ·  2331 ·  2332 ·  2333 ·  2334 ·  2335 ·  2336